# Harbor Hills (Ohio)
Harbor Hills é uma Região censo-designada localizada no estado norte-americano de Ohio, no Condado de Licking.

## Demografia
Segundo o censo norte-americano de 2000, a sua população era de 1303 habitantes.

## Geografia
De acordo com o United States Census Bureau tem uma área de
9,0 km², dos quais 7,1 km² cobertos por terra e 1,9 km² cobertos por água.

## Localidades na vizinhança
O diagrama seguinte representa as localidades num raio de 12 km ao redor de Harbor Hills.